# Дитяча мастурбація
Дитяча мастурбація — форма самозадоволення у ранньому віці. Так, Браян Стронг і співавтори у книзі «Сексуальність людини: Ширина діапазону в сучасній Америці» відзначають, що іноді юні дівчатка ритмічно, часом з силою, рухають свої тіла, явно відчуваючи оргазм. Італійські гінекологи Джорджо Джорджі (італ. Giorgio Giorgi) та Марко Сікарді (італ. Marco Siccardi) за допомогою ультразвуку спостерігали плід жіночої статі, що мастурбує до оргазму.
Дослідники вважають, що дитяча мастурбація до статевого дозрівання не пов'язана з статевим потягом. Мастурбація в цей період в основному є адаптивно-компенсаторним механізмом отримання позитивних емоцій при стресі та інших психофізичних, емоційно дискомфортних станах

## Історія питання
До Нового часу, в Середньовіччі та в епоху Відродження на дитячу мастурбацію дивилися поблажливо: вважалося, що дитина занадто мала, щоб контролювати себе. «Війна проти онанізму», як назвав це явище французький філософ Мішель Фуко, або «мастурбаційна інквізиція» зі слів німецького дослідника Людгера Люткехауса, досягла свого піку наприкінці XVIII — початку XIX століть.
1741 року швейцарський лікар С. А. Тіссо опублікував нарис «Онанізм, або Трактат про хвороби мастурбації», в якому заявив, що мастурбація висушує організм, позбавляє його життєвих рідин, викликає хворобу виснаження на кшталт туберкульозу. Надлишок статевого збудження при мастурбації він відніс до неврозів та порушень нервової системи. Ця книга перевидавалася і її переклали основними європейськими мовами. Американський лікар Б. Раш зазначав те, що мастурбація викликає слабкість зору, епілепсію, втрату пам'яті та туберкульоз. Стверджувалося, що онаніста легко розпізнати за його болісною і відразливою зовнішністю. Ці висновки зумовлені спостереженнями за пацієнтами психіатричних лікарень, які часто мастурбували на очах персоналу.
У середині XIX століття деякі підприємці почали виробляти та продавати пристрої від мастурбації (кукурудзяні пластівці, крекери прямокутної форми). Були видані книги-бестселери про страшні хвороби, які нібито чекали на онаністів. Ознаками мастурбації називали прищі, боязкість, облисіння, кусання нігтів, куріння, енурез. Батькам радили бинтувати дітям геніталії, садити у клітки, зв'язувати їм руки, хлопчикам робити обрізання без знеболювання. Як превентивні засоби пропонували також інтенсивні вправи, сон на твердому дерев'яному ліжку, дієту.

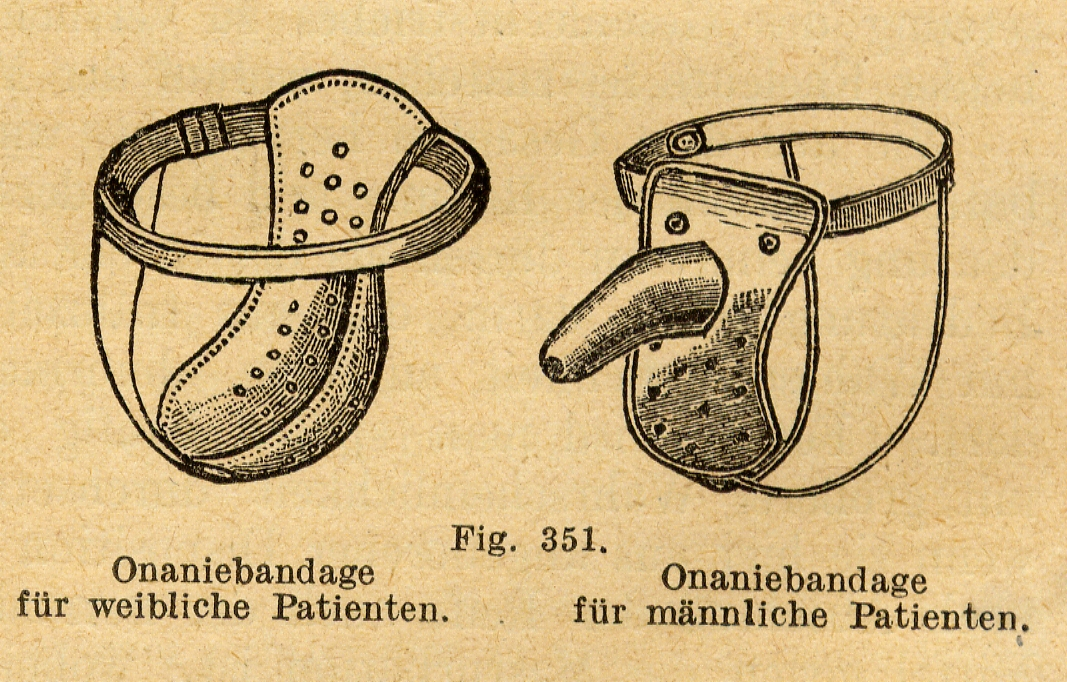
Протимастурбаційні пристрої (бандажі) для хлопчиків та дівчаток

Деякі винахідники патентували пристрої для припинення мастурбації (ґратчастий футляр, в якому статевий член і мошонка хлопчика утримувалися пружинами, вмикали звуковий сигнал у разі ерекції). З подібною метою дітей на ніч укутували в холодне вологе простирадло, щоб «остудити» бажання; біля ліжечок монтували пристрої, з'єднані з дзвіночками у спальні батьків, які сигналізували, якщо в ліжку дитини починалися якісь активні рухи. Лікарі пропонували п'явок на зону геніталій, щоб відсмоктати кров, усунути гіперемію, що викликала на їхню думку сексуальне бажання; припікання тканин геніталій електричним струмом або розжареним залізом, щоб убити нерви, знизити чутливість і хтивість.
Збереглися свідчення про юнаків, які, не в силах впоратися з тим, що здавалося їм згубною пристрастю, заподіяли собі смерть.
У Російській імперії лікарі відносили мастурбацію до прояву дитячого віку, іменували «дитячим гріхом» і вважали, що тільки онанізм у дорослих можна розцінювати як можливу патологію. У творчості та особистому житті письменників Срібної доби (О. М. Ремізов, Ф. Сологуб, О. І. Тиняков) мастурбація була легітимізована. Важливу роль підвищенні її культурного статусу зіграв російський письменник В. В. Розанов. На його думку, онаніст — не жалюгідний збоченець, а людина обрана, духовна, спіритуалістична.
На початку XX століття лікарі стали стверджувати, що мастурбація не може бути причиною хвороб, рекомендували жінкам мастурбувати для зняття істерії, а чоловікам замість відвідування повій.

## Основні проблеми дитячої мастурбації
Основні проблеми, пов'язані з дитячим онанізмом і такі що збереглися у дорослому віці, викликані реакцією батьків. У разі агресивної поведінки дорослих у малюка може закріпитися зв'язок сексуальних відчуттів зі страхом та ганьбою, згодом у дитини можуть виникнути проблеми із сексуальною впевненістю та стосунками у дорослому житті.
Сам собою дитячий онанізм не становить небезпеки здоров'ю та розвитку дитини. У неї може розвинутись онанофобія — нав'язливий страх шкідливих наслідків онанізму. З погляду фізіології основною небезпекою можуть бути брудні руки, сторонні предмети, засунуті всередину геніталії.

## Причини
Рання дитяча мастурбація зазвичай не викликана сексуальними причинами, оскільки період статевого дозрівання ще не почався і рівень статевих гормонів невисокий для статевого потягу.
У хлопчиків бувають тісно пов'язані мастурбація і енурез, оскільки енурез найчастіше буває проявом синдрому парацентральної долі (СПЦД) — вродженого стану підвищеної збудливості центрів головного мозку, відповідальних за стан сечостатевих органів. Невелика дія на статеві органи або незначне наповнення сечового міхура може спричинити надмірну реакцію.
Ранній дитячий онанізм спостерігається в дітей, що народилися слабкими, при підвищеному внутрішньочерепному тиску та гідроцефалії (водянці головного мозку), після перенесених у дитинстві важких хвороб з високою температурою, при епілепсії та схильності до неї.
Рідше ранній онанізм пов'язаний з глистами (вони виробляють речовини, що викликають свербіж промежини, і постійне чухання врешті-решт може призвести до задоволення, а потім і осмисленого повторення цих дій), цукровий діабет, підвищена збудливість головного мозку. Причиною дитячого онанізму може бути носіння незручного одягу, посилені фізичні навантаження, стрес.
Нерідко приємні відчуття, які дитина згодом прагне відновити, навмисно дратуючи статеві органи, першими йому доставляють батьки, лоскочучи, цілуючи або пестячи його так звані ерогенні зони (пахова область, низ живота, сідниці, статеві органи). Діти можуть навчитися онанізму і від однолітків: уперше їх штовхає на цю цікавість прагнення випробувати нові відчуття, що згодом може стати звичкою.
Іноді онанізм починається в початковій школі, коли дитина перебуває в постійному стресовому стані, а оргазм приносить йому тимчасове полегшення, відволікаючи від погроз, із боку вчителів, однокласників тощо.
Онанізм дитячого віку супроводжується оргазмом у дітей обох статей, але у хлопчиків до періоду статевого дозрівання сім'явипорскування немає, оскільки сперма ще не виробляється.

## Дитяча мастурбація як прояв дитячої сексуальності
За твердженням Зигмунда Фройда, завдяки маніпуляціям з геніталіями дитина набуває досвіду еротичної чутливості, що в майбутньому допомагає виробленню здатності отримувати тілесну насолоду. Сучасні психологічні дослідження підтверджують нешкідливість мастурбації для дитячого організму, дають підстави говорити про неї як норму в сексуальній поведінці дитини, за винятком випадків, що супроводжуються психічними розладами.